# Philochortus
Genre
Philochortus est un genre de sauriens de la famille des Lacertidae.

## Répartition
Les espèces de ce genre se rencontrent en Afrique du Nord, en Afrique de l'Est et en Arabie.

## Liste des espèces
Selon The Reptile Database (1 avril 2019) :
- Philochortus hardeggeri (Steindachner, 1891)
- Philochortus intermedius Boulenger, 1917
- Philochortus neumanni Matschie, 1893
- Philochortus phillipsi (Boulenger, 1898)
- Philochortus rudolfensis Parker, 1932
- Philochortus spinalis (Peters, 1874)
- Philochortus zolii Scortecci, 1934

## Publication originale
- (de) Matschie, 1893 : Über einige von Herrn Oscar Neumann bei Aden gesammelte u. beobachtete Säugethiere, Reptilien und Amphibien. Sitzungsberichte der Gesellschaft Naturforschender Freunde zu Berlin, vol. 1893, p. 24-31 (texte intégral).